# Tricyphona (Tricyphona) glacialis
Tricyphona (Tricyphona) glacialis is een tweevleugelige uit de familie Pediciidae. De soort komt voor in het Nearctisch gebied.